# Lego (album)
Lego è il quarto album dei Sadist, pubblicato nel 2000.

## Tracce
1. "*" − 0:47
2. "A Tender Fable" − 3:59
3. "It's Not Good" − 4:30
4. "Meat" − 3:34
5. "Flies on Me" − 2:57
6. "Fog" − 4:02
7. "Plastic Star" − 6:31
8. "Flowing out Red" − 3:12
9. "I Want It" − 3:28
10. "Welcome to My Zoo" − 4:05
11. "Small Great Child" − 7:04
12. "Dodgy Fuckin Cow" − 3:19
13. "The Line" − 4:32
14. "Dogs Sledge Man" − 6:17
15. "Cappuccetto Grosso" − 11:02

## Formazione
- Trevor − voce
- Tommy − chitarra, tastiere
- Andy − basso
- Alessio − batteria